# Cachoeira do Arari
Pour les articles homonymes, voir Cachoeira.
Cachoeira do Arari est une municipalité brésilienne située dans l'État du Pará sur l'île de Marajó.